# Kristet kors

Latinskt kors

Ett kristet kors är en religiös symbol, som föreställer det kors som Jesus enligt Bibeln avrättades på, en metod som var vanlig i Romerska riket. Den är en av de mest välkända kristna symbolerna. En korssymbol där även Jesus under korsfästelsen finns avbildad kallas krucifix.

### Fotnoter
1. ↑  ”Symboler”. Svenska kyrkan. Arkiverad från originalet den 21 januari 2016. https://web.archive.org/web/20160121000753/https://www.svenskakyrkan.se/default.aspx?id=644091. Läst 21 augusti 2014.